# Ricco Ross

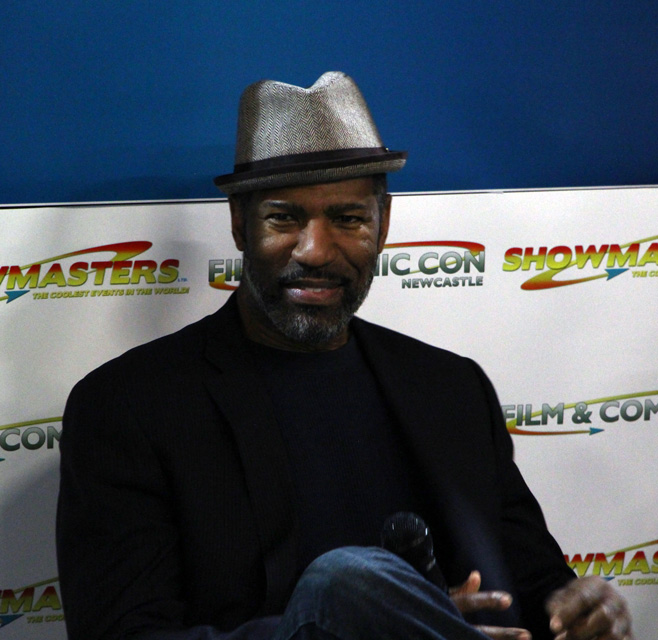
Ricco Ross (2016)

Ricco Ross (* 16. April 1960 in Chicago, Illinois) ist ein US-amerikanischer Schauspieler und Filmproduzent.

## Leben
Ross wurde im Chicago Cook County Hospital geboren. Er ist das fünfte von acht Kindern, außerdem hat er drei Stiefschwestern und einen weiteren Bruder aus der ersten Ehe seines Vaters. Erste Berührungspunkte mit dem Schauspiel bekam er am Theater seiner High School Zeit. Von 1977 bis 1979 machte er seinen Bachelor of Arts an der Florida Atlantic University. Anschließend machte er bis 1981 an der University of California, Los Angeles seinen Master of Fine Arts. Zusätzlich erhielt er an der London Academy of Music and Dramatic Art ein Zertifikat in Theaterschauspiel. Seit 2014 ist er Geschäftsführer der Something Positive Productions, einer Filmproduktionsunternehmung.
Er debütierte 1982 in drei Episoden der Fernsehserie Polizeirevier Hill Street in der Rolle des Tyler Bragg als Schauspieler. In den 1980er Jahren übernahm er außerdem Charakterrollen in den Filmen Das Dreckige Dutzend, Teil 2, Death Wish III – Der Rächer von New York, Spione wie wir oder Aliens – Die Rückkehr sowie Episodenrollen in den Fernsehserien American Playhouse, Doctor Who oder The Bill. 1993 war er in insgesamt zehn Episoden der Fernsehserie Westbeach in der Rolle des Greg Dacosta zu sehen. 2012 übernahm er in zehn Episoden der Fernsehserie Bite Me die Darstellung des General Joseph McRuby.

## Filmografie

### Schauspieler
- 1982: Polizeirevier Hill Street (Hill Street Blues) (Fernsehserie, 3 Episoden)
- 1983: Underground in L. A.
- 1985: Das Dreckige Dutzend, Teil 2 (The Dirty Dozen: Next Mission) (Fernsehfilm)
- 1985: American Playhouse (Fernsehserie, Episode 4x15)
- 1985: C.A.T.S. Eyes (Fernsehserie, Episode 1x10)
- 1985: Death Wish III – Der Rächer von New York (Death Wish III)
- 1985: Spione wie wir (Spies Like Us)
- 1986: Aliens – Die Rückkehr (Aliens)
- 1987: Eine Pfeife in Amerika (The Return of Sherlock Holmes) (Fernsehfilm)
- 1987: Body Contact
- 1988: The Play on One (Fernsehserie, Episode 1x07)
- 1988: Robinson Crusoe – Reise ins Abenteuer (Crusoe)
- 1988–1989: Doctor Who (Fernsehserie, 4 Episoden)
- 1989: The Bill (Fernsehserie, Episode 5x09)
- 1989: Slipstream
- 1989: Tödliche Galaxie (Murder by Moonlight) (Fernsehfilm)
- 1989: CBS Summer Playhouse (Fernsehserie, Episode 3x06)
- 1989: McCloud rechnet ab (Return of Sam McCloud) (Fernsehfilm)
- 1991: Sleepers (Mini-Serie, 4 Episoden)
- 1991: Magic (Fernsehserie)
- 1991: Murder Most Horrid (Fernsehserie, Episode 1x06)
- 1992: Jeeves and Wooster – Herr und Meister (Jeeves and Wooster) (Fernsehserie, 3 Episoden)
- 1992: Shadowchaser (Project: Shadowchaser)
- 1992: The Tomorrow People (Fernsehserie, Episode 1x05)
- 1993: Ticket in den Tod (Passport to Murder) (Fernsehfilm)
- 1993: Westbeach (Fernsehserie, 10 Episoden)
- 1993: Sitting Pretty (Fernsehserie, Episode 2x06)
- 1995: Shadowchaser 3 (Project Shadowchaser 3)
- 1995: Hackers – Im Netz des FBI (Hackers)
- 1995: Proteus – Das Experiment (Proteus)
- 1996: Gullivers Reisen (Gulliver's Travels) (Fernsehfilm)
- 1996: Highlander (Fernsehserie, Episode 4x15)
- 1996: Mission: Impossible
- 1996: Timelock
- 1997: Wilde Kreaturen (Fierce Creatures)
- 1997: JAG – Im Auftrag der Ehre (JAG) (Fernsehserie, Episode 2x09)
- 1997: Babylon 5 (Fernsehserie, Episode 4x17)
- 1997: Wes Craven’s Wishmaster (Wishmaster)
- 1997: Pretender (Fernsehserie, Episode 2x01)
- 1997: Practice – Die Anwälte (The Practice) (Fernsehserie, 2 Episoden)
- 1999: Beverly Hills, 90210 (Fernsehserie, Episode 9x25)
- 2000: Zeit der Sehnsucht (Days of Our Lives) (Fernsehserie, Episode 1x8729)
- 2000: Octopus
- 2002: The Tower of Babble (Kurzfilm)
- 2003: Nate und der Colonel (Nate and the Colonel)
- 2006: Emergency Room – Die Notaufnahme  (ER) (Fernsehserie, Episode 13x09)
- 2007: Alls Well That Ends Well (Kurzfilm)
- 2007: Santa Croce (Kurzfilm)
- 2009: The Least Among You
- 2009: Hydra – The Lost Island (Hydra) (Fernsehfilm)
- 2011: Apocalypse According to Doris
- 2012: Hayabusa: Harukanaru kikan
- 2012: Celestial Guard (Kurzfilm)
- 2012: An Average American Marriage (Fernsehfilm)
- 2012: Potluck (Fernsehfilm)
- 2012: Bite Me (Fernsehserie, 10 Episoden)
- 2013: Armed Response (Fernsehserie, Sprechrolle)
- 2013: Marriage of Inconvenience (Kurzfilm)
- 2013: Foreclosed
- 2013: Trane and Miles (Kurzfilm)
- 2013: You & Me (Kurzfilm)
- 2014: Caper (Fernsehserie, 3 Episoden)
- 2014: American Warships 2 (Bermuda Tentacles, Fernsehfilm)
- 2014: Family Time (Fernsehserie, Episode 2x07)
- 2014: Whipping Boy (Kurzfilm)
- 2014: The New Jersey Americans (Kurzfilm)
- 2014: Match (Fernsehserie, Episode 1x04)
- 2014: Hidden in the Woods
- 2015: Story of Eva
- 2015: A Gifted Amateur (Kurzfilm)
- 2015: Batgirl Rises (Kurzfilm)
- 2015: Escorts (Fernsehserie, 2 Episoden)
- 2015: Family Times (Kurzfilm)
- 2015: In Between the Gutter and the Stars (Kurzfilm)
- 2015: Stormageddon (Fernsehfilm)
- 2016: Opening Night
- 2016: K.C. Undercover (Fernsehserie, Episode 2x10)
- 2016: A Husband for Christmas (Fernsehfilm)
- 2016: The Hidden Toll (Kurzfilm)
- 2017: Capture (Kurzfilm)
- 2017: Fat Camp
- 2017: The Possessed
- 2017: Bobbi Kristina (Fernsehfilm)
- 2017: The Sandman
- 2017: My Christmas Grandpa (Kurzfilm)
- 2018: Taco Bell: Web of Fries (Kurzfilm)
- 2018: Where Branches Break (Kurzfilm)
- 2018: Taco Bell: Web of Fries II – Franchise Wars (Kurzfilm)
- 2019: Nick für ungut (No Good Nick) (Fernsehserie, Episode 1x05)
- 2019: Night Walk
- 2019: The Wrong Boy Next Door (Fernsehfilm)
- 2019: A Brother's Honor
- 2019: The Shinjuku Five
- 2020: She's in Portland
- 2020: P-Valley (Fernsehserie, 4 Episoden)
- 2020: ALIENS: Last Stand (Kurzfilm)
- 2020: A Christmas for Mary (Fernsehfilm)

### Produzent
- 2013: Trane and Miles
- 2017: The Silent Killer: Prostate Cancer in the African American Community (Dokumentation)
- 2018: Where Branches Break (Kurzfilm)
- 2021: Songs from Heaven